# Mazomba
Mazomba est un cratère d'impact de 27 km de diamètre situé sur le satellite Triton de la planète Neptune par 18,5° S et 63,5° E. C'est le plus gros cratère d'impact caractérisé sur les 40 % de la surface de Triton couverts par les clichés de Voyager 2 lors du survol de ce satellite le 25 août 1989.